# Sándorvár
Sándorvár (horvátul: Šandrgrad) egy várhely Horvátországban, a Belovár-Bilogora megyei Šandrovac határában.

## Fekvése
A várhely abban a völgyben található, amelyen keresztül a Šandrovačka-patak folyik, a Bilo-hegység magaslatai között. A hely neve Gradina, mely a Veliko Trojstvoról Šandrovacra  vezető úttól körülbelül 100 m-re délre, a šandrovaci templomtól pedig körülbelül 1,5 km-re nyugatra található. Hetven évvel ezelőtt a föld Hajtić nevű tulajdonosa a mezőgazdasági művelés megkönnyítése érdekében lefaragta a központi magaslatot. Ebből az alkalomból Ivan Barešić belovári régiséggyűjtő sok kerámia edénytöredéket gyűjtött össze. A helyet egykori tulajdonosáról Hajtić stolnak is nevezik.

## Története
IV. Béla király 1245. április 26-án kelt adománylevelében, melyben az itteni birtokot a tatárjárás idején szerzett érdemeiért Hudina grófnak adományozza, egy Mušina nevű patakot említ itt. Valószínűleg ez a Šandrovačka-patak régi neve, amely Šandrovac térségében fakad és Bedenik és Nova Rača közelében folyik tovább Csázma felé. Šandrovac területe olyan középkori nemesek birtoka volt, akiknek ezen a területen már 1263-ban állt „Castrum Musina” nevű vára  További középkori dokumentumok említik Musin (Mosyna, Musyna stb.) birtoklását. A zágrábi egyházmegye plébániainak listája 1334-től megemlíti a muzinai Boldogságos Szűz („ecclesia beate virginis de Mosina”) templomát. A helyiek említik egy régi templom létezését is az Okop-dombon, amely az úttól északra, a Hajtićev stolon állt vártól körülbelül 300 méterre északkeletre található. Egy másik várhely is található az erdőben a Hajtićev stoltól mintegy 300 méterre délnyugatra, mely a magaslati várak típusához tartozott. Terület kisebb, a déli oldalon pedig az ott levő magaslatba van vágva, míg északkeletre Hajtić stol felé a terep sík és a két hely között természetes kapcsolat látható. A faluban ősidők óta él egy legenda egy Sándor nevű nemesről, akiről a falut elnevezték. A 15. század végén Mušina valóban a Sándorfi család birtokába került. A történeti források a 16. század elején említik Mušinát vagy Mušinját (Mosynya), a század közepén pedig a šandrovaci várat. A 19. század végéig a hely nevét a kaj horvát változatban Šandrovecnek ejtették. A számos kerámiaedény töredék, valamint a történelmi adatok alapján arra a következtetésre juthatunk, hogy Sándorvárat sokáig használták. Nyilvánvaló, hogy a középkorban ez a terület sűrűn lakott volt, és a földvárakkal rendelkező falu jelentős volt a vidék védelmében.

## A vár mai állapota
Bár a terep ma már lapos az egykori a központi magaslatot körülvevő árok és sánc még jól megkülönböztethető. A nyugati oldalon az árok megmaradt része vízzel telt meg. Az egész terület forrásokban és talajvízben gazdag, és a középkorban a közeli Šandrovačka-patak is hozzájárult az árkok vízzel való feltöltéséhez.